# Megophrys spinata
Megophrys spinata es una especie de anfibios de la familia Megophryidae.

## Distribución geográfica
Es endémica del sur de China.

## Estado de conservación
Se encuentra amenazada por la pérdida de su hábitat natural.